# Sara Montpetit
Sara Montpetit (nacida en 2001) es una actriz canadiense, reconocida por sus papeles como Maria Chapdelaine en la película del mismo nombre, Sasha en el filme Vampire humaniste cherche suicidaire consentant y Chloé en Falcon Lake.

## Carrera
En 2021 recibió elogios por su interpretación en la película Maria Chapdelaine, con la que ganó el Premio Iris como revelación del año en la 24ª edición de los Premios de Cine de Quebec. Ese año, formó parte del reparto del primer largometraje de Charlotte Le Bon, Falcon Lake.
Falco Lake se rodó a mediados de 2021 en Gore (Quebec) y sus alrededores, durante la pandemia de COVID-19. La película se estrenó en la Quincena de Realizadores del Festival de Cannes 2022. En Canadá tuvo su estreno en el Festival Internacional de Cine de Toronto el mismo año. Por su interpretación, Montpetit recibió una nominación en la categoría de mejor interpretación secundaria en la undécima edición de los Canadian Screen Awards y una nominación al Premio Iris como mejor actriz en la 25ª edición de los Premios de Cine de Quebec.
Interpretó a Sasha, una vampiresa adolescente que se hace amiga de un chico con tendencias suicidas, en Vampire humaniste cherche suicidaire consentant, de Ariane Louis-Seize, estrenada en la octogésima edición del Festival Internacional de Cine de Venecia el 3 de septiembre de 2023. La película se estrenó en Canadá en el programa Centrepiece del Festival Internacional de Cine de Toronto de 2023.
En 2024 recibió una nominación en la categoría de mejor interpretación principal en una película de comedia en la duodécima edición de los Canadian Screen Awards, por Vampire humaniste.